# Velká skála (přírodní památka, Praha)
Velká skála je skalní útvar v Praze 8 -Troji. Je chráněn jako přírodní památka a spravován Magistrátem hlavního města Prahy.

## Předmět ochrany
Důvodem ochrany je buližníkový skalní suk – význačný geologický a krajinný objekt.

## Geomorfologie
Skalní útvar se nachází na stejnojmenném 314 m vysokém vrcholu, který se geomorfologicky řadí do celku Pražská plošina, podcelku Kladenská tabule a okrsku Zdibská plošina.

## Galerie

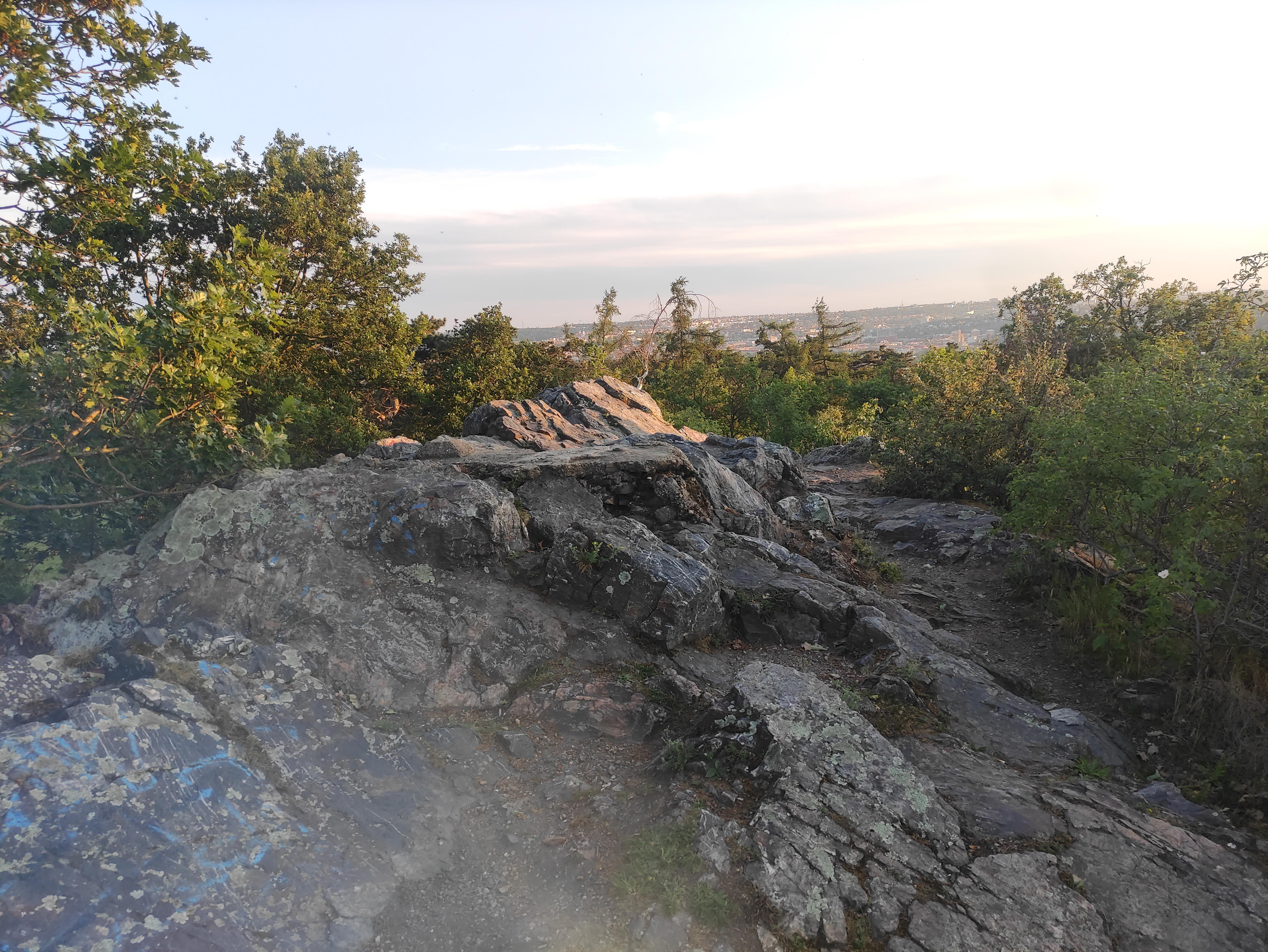